# Lepanthes dorsalis
Lepanthes dorsalis är en orkidéart som beskrevs av John Lindley. Lepanthes dorsalis ingår i släktet Lepanthes och familjen orkidéer.
Artens utbredningsområde är Kuba. Inga underarter finns listade i Catalogue of Life.